# Scapteriscus peruvianus
Scapteriscus peruvianus är en insektsart som beskrevs av Nickle 2003. Scapteriscus peruvianus ingår i släktet Scapteriscus och familjen mullvadssyrsor. Inga underarter finns listade i Catalogue of Life.